# محمدرضا اورعی
محمدرضا اروعی (۱۳ مرداد ۱۳۷۸  در مشهد)، بازیکن تیم ملی هندبال ایران است.او در حال حاضر عضو تیم باشگاه توردا رومانی است.او به همراه تیم سپاهان اصفهان دو بار به قهرمانی لیگ درسال های ۱۴۰۱ و ۱۴۰۲ رسید و در سال ۱۴۰۰ با تیم نیرو زمینی به قهرمانی رسید و در جام جهانی ۲۰۲۳ لهستان جز ۱۰ گل زن جهان قرار گرفت محمدرضا اورعی همچنین سابقه حضور در تیم های ویکتوریا پرتغال، نیروزمینی شاملی کازرون ، ثامن الحجج مشهد٫ زاگرس اسلام آباد و سپاهان اصفهان را دارد.

## افتخارات
- جز ۱۰ گلر زن برتر جهان در جام جهانی ۲۰۲۳ لهستان[۷]
- مقام قهرمان ۱۴۰۲ - ۱۴۰۱ یا باشگاه سپاهان[۸][۹]
- مقام قهرمانی ۱۴۰۰ با باشگاه نیرو زمینی کازرون
- نایب قهرمانی با نیرو زمینی کازرون ۱۳۹۹
- نایت قهرمانی با باشگاه زاگرس اسلام آباد ۱۳۹۸
- نایب قهرمانی با شهرداری کازرون  ۱۳۹۷
- مقام سومی با ثامن الحجج ۱۳۹۵
- سوم المپیک اسلامی قونیه ۲۰۲۳
- جام باشگاه‌های هندبال آسیا[۱۰]